# Facultad de Artes (Universidad Nacional de Córdoba)
La Facultad de Artes es una de las facultades de la Universidad Nacional de Córdoba, ubicada en la Ciudad Universitaria, en Córdoba, Argentina. La facultad tuvo su origen en la Escuela de Bellas Artes creada en 1948. En 2011 esta escuela obtuvo el estatus de facultad y actualmente se encuentra en proceso de normalización.

## Carreras
Música
- Lic. en Perfeccionamiento Instrumental
- Lic. en Dirección Coral
- Lic. en Composición
- Prof. en Educación musical

Artes visuales
Licenciatura en Artes Visuales 
- orientación en Pintura
- orientación en Grabado
- orientación en Escultura
- orientación en Medios Múltiples

- Prof. Sup. de Educación en Artes plásticas (orientación: Pintura, Grabado o Escultura)

Teatro
Licenciatura en Teatro
- Orientación en Actuación
- Orientación en Escenotecnia
- Orientación en Teatrología

- Profesorado de Teatro

Cine y televisión
- Lic. en Cine y Televisión
- Técnico productor en Medios Audiovisuales

## Egresados reconocidos de la Escuela de Artes
- Natalia Blanch
- Silvina Bottaro
- Celia Caturelli
- Sofía García Vieyra
- Graciela Siles
- María Josefina Simone
- María Ester Spataro
- Marcos Tatián
- Rosa Ana Tinti
- Elba María Torres
- José Utrera
- Jorge Warde
- Yanina Figueroa